# Douce Namwezi N'Ibamba
Douce Namwezi N'Ibamba (Kivu del Sud, 11 de febrer de 1989) és una periodista multimèdia congolesa i fundadora de la iniciativa Uwezo Afrika que promou l'empoderament femení amb el periodisme.

## Biografia
Filla de pares infermers, va estudiar a l'escola jesuïta Alfajiri i després es llicencià en relacions internacionals per la Universitat Oficial de Bukavu.
Douce Namwezi N'Ibamba va començar a produir programes de ràdio als 16 anys quan es va unir a la Women Media Association (AFEM) de la República Democràtica del Congo. En aquell moment, el Congo estava en guerra i N'Ibamba va informar d'històries sobre antics nens soldats i de delictes massius de violació. Després de 10 anys amb l'AFEM, va ser ascendida a coordinadora.
El 2016, amb l'experiència prèvia i juntament amb els seus col·legues, N'Ibamba va fundar MAMA Radio, la primera emissora de ràdio temàtica i comunitària de la RDC, centrada en la igualtat de gènere. L'emissora funciona durant 16 hores al dia i té 2 milions d'oients.
El 2018 va deixar MAMA Radio per fundar la iniciativa Uwezo Afrika, una empresa sense ànim de lucre centrada en lluitar contra els tabús entorn de la menstruació posant a disposició dels estudiants i de les dones de la República Democràtica del Congo un lot d'educació i higiene sexual. Ho fa a través del periodisme, la formació laboral i l'emprenedoria social per assolir l'empoderament de les dones.
N'Ibamba ha rebut nombrosos premis pel seu treball, inclòs el Courageous Action Award (2016) del Centre for Non-violence and Peace Studies de la Universitat de Rhode Island i una menció, el 2012, de l'ONU Dones i del comitè organitzador del Congrés Mundial de l'Associació Global per a Dones Joves a Seül (Corea del Sud) pels seus esforços en noves estratègies per empoderar les dones. També ha estat reconeguda per la iniciativa African Great Lakes de la International Women's Media Foundation i ha format part de les 100 Jeunes Page d'Espoir. El 23 de novembre del 2020 N'Ibamba va figurar a la llista de les 100 dones més influents de l'any que publica la BBC.
El 2020 viu a Bukavu, a la República Democràtica del Congo, amb el seu marit i els seus dos fills.
Aquest any 2020 ha estat nominada al premi les 100 dones de la BBC.